# Церковь Иоанна Воина (Куяновка)
Церковь Свято́го Иоа́нна Во́ина — православный храм в селе Куяновка Белопольского района Сумской области Украины. Находится в ведении Сумской епархии Украинской православной церкви (Московского патриархата).

## История
Церковь во имя мученика Иоанна Воина возведена в 1804—1814 годах по заказу помещика, владельца этого села Фёдора Петровича Куколь-Яснопольского. Она сменила обветшавшую деревянную церковь «в то же именование», построенную в 1734 году Белопольским сотником Сумского слободского полка Федором Стефановичем Куколь-Яснопольским. Прошение Ф. П. Куколь-Яснопольского епископу Слободскому-Украинскому Христофору о разрешении построить новую каменную церковь датировано 1 мая 1803 года. В этом прошении указывалось, что все необходимые для строительства материалы приготовлены и заключены договоры с мастерами. Кроме того, в решении оговаривалось, что до сооружения новой церкви священнослужение будет продолжаться в старой церкви. Для проверки готовности к строительным работам в Куяновку был специально послан белопольский благочинный Семён Клепальский, который «приуготовленные на построение новой каменной церкви материалы освидетельствовал и оказалось выжженного кирпича 350 тысяч, извести 500 четвертей, железа 100 пудов, лесу довольное количество и прочих материалов, потребных к таковому зданию довольное количество заготовлено и мастеровые люди уже договорены». Тем не менее, по неизвестным причинам, строительство церкви затянулось.

## Строительство
В 1806 году священник Куяновской церкви Кирилл Покровский сообщал, что «церковь деревянная несколько ветхая в 1734 году построена. Один в ней престол в честь святого мученика Иоанна Воина именования. К продолжению служения нет опасности. При церкви колокольная деревянная ветхая, пять на ней колоколов: первый 10-ти, второй 8-ми, третий двух, четвёртый -?, пятый одно пудовый. Около церкви ограда деревянная, ветхая».
Строительство каменной церкви было закончено в 1814 году.
Видимо, в 1858 году на средства помещика, гвардии ротмистра Ивана Куколь-Яснопольского к церкви была пристроена колокольня и трапезная. Проект перестройки церкви был выполнен в 1857 году художником-архитектором Академии художеств Ассинком и утверждён 12 февраля 1858 года строительной комиссией Харьковского губернского правления.
Здание церкви Иоанна Война представляет собой редко встречающийся на Сумщине тип центрического решения объёма и поэтому представляет особый исторический интерес.

## Архитектура
Здание кирпичное, в плане круглое с примыкающим с запада объёмом трапезного зала и колокольни. Основной объём двухъярусный с цилиндрическим световым барабаном, прорезанными восемью круглыми оконными проёмами. Барабан венчает сферической формы глава с фигурным пьедесталом шестиконечного креста. Световой барабан опирается на восьмипролётную аркаду циркульной формы. На втором ярусе центрального объёма расположены хоры. Западный объём двухсветный со сводчатым первым ярусом, в плане квадратный. В верхнем ярусе устроены четыре арочных проёма для звонов. Увенчана колокольня конусной главкой со шпилем и четырёхконечным крестом.
Декор скромен. На фасадах он представлен прямоугольными наличниками, треугольными фронтонами над дверными проёмами, развитыми венчающими карнизами основных объёмов, светового барабана и колокольни. Восточный фасад украшен четырёхколонным портиком. Колонны увенчаны треугольными фронтонами.
На столбах и стенах западного объёма имеется масляная монументальная живопись.